# Миланский университет
Миланский государственный университет (итал. Università degli Studi di Milano или итал. Statale di Milano) — учебное заведение; является крупнейшим государственным университетом в Милане и Ломбардии, главный корпус которого находится в здании Ca' Granda (ит.), построенном в XV веке миланским герцогом Франческо Сфорца. Это единственный итальянский университет, входящий в Лигу европейских исследовательских университетов (сокр. LERU). Согласно рейтингу QS, входит в топ-100 вузов мира по различным дисциплинам.

## История
Основан 30 сентября 1923 года в результате объединения художественно-философского факультета Миланской академии (ит., итал. Accademia, основана в 1861 году) и Клинического института усовершенствования (итал. Istituti Clinici di Perfezionamento, основан Луиджи Манджягалли в 1906 году).
Каждый год в главном корпусе проходит выставка арт-инсталляций.

## Структура
Университет имеет 9 факультетов и 78 кафедр, 134 учебных курса: корпуса занимают более 200 зданий, имеется 113 библиотек, различные научно-исследовательские центры, оркестр. Совместно с Туринским и Павийским университетами участвует в деятельности Центра по вопросам федерализма.

## Логотип
Логотип состоит из двух элементов: изображения Минервы и надписи «Università degli Studi di Milano» (шрифт Палатино).

## Знаменитые выпускники
Среди выпускников университета есть лауреаты Нобелевской премии, премии Грубера, крупные политики, в том числе руководители страны.
Лауреат Нобелевской премии по физике
- Риккардо Джаккони

Лауреаты премии Грубера
- Марко Берсанелли

Политики
- президент Греции Каролос Папульяс
- председатель Совета министров Италии Сильвио Берлускони